# Omahowie
Omahowie (ang. Omaha) – Indianie północnoamerykańscy, używający języka z rodziny siouańskich, zaliczani do grupy Siuksów Południowych. Żyją w rezerwacie Omahów w północno-wschodniej Nebrasce i zachodnim Iowa. Według spisu ludności z roku 2000 ich populacja wynosi około 5200 osób.

## Pochodzenie
Pod koniec XVII wieku Omahowie wyruszyli z pierwotnie zajmowanych terenów w dolinie rzeki Ohio w rejony górnego biegu Missouri i na Wielkie Równiny.

## Znani Omahowie
- Rodney A. Grant – aktor